# Solariola pacei
Solariola pacei (лат.) — вид жуков-долгоносиков рода Solariola из подсемейства Entiminae. Назван в честь итальянского колеоптеролога Roberto Pace (1935–2017), крупного специалиста по стафилинидам Aleocharinae (описавшего около 6300 новых видов и 400 родов жуков из семейства Staphylinidae) и опубликовавшего более чем 370 статей) и за помощь в работе. 

## Распространение
Встречаются в Италии, Калабрия (Calabria, Reggio Calabria, Aspromonte Mountains, Sinopoli), на высоте от 400 до 800 м.

## Описание
Жуки-долгоносики мелкого размера с узким телом, длина от 2,40 до 3,30 мм, ширина надкрылий 1 мм, длина рострума от 0,40 до 0,50 мм, ширина до 0,32 мм. От близких видов отличается короткими и коренастыми ногами, надкрыльями с параллельно сторонними боками и близко расположенными мелкими пунктурами, узким рострумом и телом, черновато-коричневым оттенком кутикулы. Основная окраска тела коричневая. Усики 11-члениковые булавовидные (булава из трёх сегментов). Глаза редуцированные. Скутеллюм очень мелкий. Коготки лапок одиночные. Встречаются в песчаных почвах. Предположительно ризофаги.

## Таксономия
Впервые был описан в 2019 году итальянскими энтомологами Чезаре Белло (Cesare Bello, Верона, Италия), Джузеппе Озелла (Giuseppe Osella, Верона) и Козимо Бавьера (Cosimo Baviera, Messina University, Мессина). По признаку менее коренастого тела (соотношение длины и ширины надкрылий EL/EW = около 2,00) и отсутствию на пронотуме специализированных щетинок (echinopappolepida) включают в состав видовой группы Solariola paganettii трибы Peritelini (или Otiorhynchini).